# Культура Пакистана
Культура Пакистана — совокупность творческих достижений населения Пакистана. Пакистанская культура имеет сравнительно короткую историю и представляет собой сплав множества субкультур различных общин, живущих в государстве.

## История
На территории Пакистана находятся 6 объектов, занесённые в список всемирного наследия ЮНЕСКО:
- Мохенджо-Дароа (1980);[1]
- Таксила (1980);[2]
- Тахти-Бахи (1980);[3]
- Лахорская крепость и Сады Шалимара (1981);[4]
- Татта (1981);[5]
- Рохтас (1997).[6]

## Музыка
Пакистанская музыка — народные и популярные музыкальные произведения. Для Пакистана характерно сложное переплетение музыкальных культур различных народов, издавна населявших страну: пенджабцев, пуштунов, синдхов, арабов, белуджей и других. В последнее время отмечается влияние западной популярной музыки.

## Кино
До отделения Восточного Пакистана, три основных центра кинопроизводства Пакистана располагались в Лахоре, Карачи и Дакке. Затем Дакка стала столицей независимого государства Бангладеш. При режиме Мухаммеда Зия-уль-Хака были запрещены видеомагнитофоны, кино-пиратство, были введены дополнительные налоги на производство фильмов, а также жёсткие исламские законы затормозили рост киноиндустрии. В настоящее время пакистанская киноиндустрия выпустила в мир одних из самых известных и признанных рёжиссеров, актёров и сценаристов в Южной Азии. Однако кино-пиратство является серьёзной проблемой и не способствует более масштабному росту «Лолливуда».

## Архитектура
Архитектура Пакистана включает в себя различные сооружения, построенные в разные периоды времени на территории государства. С началом цивилизации Инда в середине третьего тысячелетия до н. э., в районе, который охватывает территорию современного Пакистана, началось строительство поселений, некоторые из которых сохранились и по сей день. За этим последовал буддийский архитектурный стиль Гандхара, который заимствовал элементы из Древней Греции. Остатки этого стиля видны в Таксиле.

## Праздники
Праздники Пакистана
| Дата                                     | Русское название                    | Название на урду                                | Описание |
| ---------------------------------------- | ----------------------------------- | ----------------------------------------------- | --- |
| 5 февраля                                | День Кашмира                        | يوم ياک جيحٹا کاشمر Yom-e-yak-jehtia-e-Kashmir  | День солидарности с Кашмиром. Отмечается с 1990 года как день протеста против контроля Индии над Кашмиром.             |
| 23 марта                                 | День Пакистана                      | یوم پاکستان Yom-e-Pakistan                      | Установлен в память о принятии Лахорской резолюции, требовавшей отдельного государства для мусульман Британской Индии. |
| 1 мая                                    | День труда                          | یوم مزدور Yom-e-Mazdoor                         | День международной солидарности трудящихся                                                                             |
| 14 августа                               | День независимости                  | یوم استقلال Yom-e-Istiqlal                      | В память о провозглашении независимости Пакистана от Великобритании 14 августа 1947 года.                              |
| 6 сентября                               | День обороны                        | یوم دفاع Yom-e-Difa                             | В память о начале Второй индо-пакистанской войны.                                                                      |
| 9 ноября                                 | День рождения Мухаммада Икбала      | یوم اقبال Yom-e-Iqbal                           | День рождения национального поэта и философа Мухаммада Икбала (1877—1938).                                             |
| 25 декабря                               | День рождения Мухаммада Али Джинны; | یوم ولادت قائداعظم Yom-e-Viladat-e-Quaid-e-Azam | День рождения основоположника пакистанской государственности Мухаммада Али Джинны.                                     |
| Даты, отмечаемые по исламскому календарю |                                     |                                                 | |
| 10 зульхиджа                             | Ид аль-Адха                         | عید الاضحٰی                                      | Праздник в память о жертвоприношении Авраама.                                                                          |
| 1 шавваль                                | Ид аль-Фитр                         | عيد الفطر                                       | Окончание Рамадана. |
| 12 рабиуль-аввала                        | Маулид ан-Наби                      | عيد ميلاد النبی                                 | День рождения пророка Мухаммада.                                                                                       |
| 10 мухаррам                              | Ашура                               | عاشوراء                                         | Шиитский день поминовения убитого в 680 году имама Хусейна.                                                            |
| Последняя пятница Рамадана               | Джамаат уль-Вида                    | جمعۃ الوداع                                     | Последний джума-намаз Рамадана перед праздником Ид аль-Фитр.                                                           |
| Последние десять ночей Рамадана          | Ночь предопределения                | لیلۃ القدر                                      | Праздник в честь открытия Мухаммаду первой суры Корана.                                                                |